# Guy Lefranc
Guy André Lefranc (* 21. Oktober 1919 in Paris; † 1. Februar 1994 in Saint-Germain-en-Laye) war ein französischer Filmregisseur und Drehbuchautor.
Lefranc geriet im Zweiten Weltkrieg in deutsche Gefangenschaft. Nach einiger Zeit als Regieassistent bei Marcel Carné, Jean Grémillon und Robert Bresson entstanden zwischen 1951 und 1970 21 Filme unter seiner Regie, bei einigen von ihnen war er am Drehbuch beteiligt. Die meisten seiner Filme liefen auch im deutschen Sprachraum und waren kommerzielle Erfolge in Frankreich, sind aber heute nahezu vergessen. Sein Drehbuchbeitrag zu einem Jean-Renoir-Film, bei dem er seine Erfahrung als Kriegsgefangener nutzen konnte, ist wohl der bedeutendste seines Schaffens.

## Filmografie (Auswahl)
- 1951: Dr. Knock läßt bitten (Knock)
- 1952: Sie und Er (Elle et moi)
- 1952: Der Mann meines Lebens (L'homme de ma vie)
- 1955: Frauen in Erpresserhänden (Chantage)
- 1956: Fernand Cowboy (Fernand cow-boy)
- 1958: Partner des Teufels (La moucharde)
- 1961: Nicht schießen, Liebling, küssen! (Cause toujours mon lapin)
- 1964: Eddie – wenn das deine Mutti wüßte! (Laissez tirer les tireurs)
- 1958: Komm mit, Kleiner (Suivez-moi, jeune homme)
- 1962: Liebe an der Seine (Conduite à gauche)
- 1966: Kommissar, Sie riskieren zuviel (Commissaire San Antonio: Sale temps pour les mouches)
- 1968: Beru und jene Damen (Beru et ces dames)
- 1970: Die Bomben von Guatalpa (Et qu'ça saute!)
- 1975–76: Marie-Antoinette (TV-Serie in vier Teilen)

### Drehbuch
- 1957: Mädchenfalle (Donnez-moi ma chance)
- 1962: Der Korporal in der Schlinge (Le corporal épinglé), Regie: Jean Renoir